# Anvisningslagen
Anvisningslagen är en svensk lag som innebär att alla kommuner blev skyldiga att efter anvisning ta emot nyanlända för bosättning och etablering på arbetsmarknaden. Lagen, som trädde i kraft den 1 mars 2016, var en del av Migrationsöverenskommelsen som kom till i november 2015 för att hantera flyktingkrisen.